# Friederike Wapler
Friederike Wapler (* 1971) ist eine deutsche Rechtswissenschaftlerin und Hochschullehrerin.

## Leben
Nach dem Studium der Rechtswissenschaft (1991–1997) an den Universitäten Göttingen und Granada, dem Referendariat beim OLG Braunschweig (1998–2001), der Promotion 2007 zur Dr. jur. an der Universität Göttingen und der Habilitation 2013 an der juristischen Fakultät der Universität Göttingen ist sie seit 2016 an der Universität Mainz Lehrstuhlinhaberin für Rechtsphilosophie und Öffentliches Recht.

## Schriften (Auswahl)
- Kinderrechte und Kindeswohl. Eine Untersuchung zum Status des Kindes im Öffentlichen Recht. Tübingen 2015, ISBN 3-16-153375-5.
- Die Frage der Verfassungsmäßigkeit der Öffnung der Ehe für gleichgeschlechtliche Paare. Berlin 2015, ISBN 978-3-95861-164-1.
- mit Thorsten Deppner, Prisca Feihle, Matthias Lehnert und Cara Röhner: Examen ohne Repetitor. Leitfaden für eine selbstbestimmte und erfolgreiche Examensvorbereitung. Baden-Baden 2017, ISBN 3-8487-2581-9.
- Die Öffnung der Ehe und ihre Folgen – Hinweise für eine erfolgreiche Begleitung ihrer Umsetzung. Berlin 2018, ISBN 978-3-96250-076-4.